# صموئيل كونواي
صموئيل كونواي (بالإنجليزية: Samuel Conway)‏ هو كيميائي وكاتب أمريكي، ولد في 4 يونيو 1965 في برين مار ‏ في الولايات المتحدة.

## وصلات خارجية
- الموقع الرسمي